# Mária Jozefa német-római császárné
Bajorországi Mária Jozefa (németül: Prinzessin Maria Josepha von Bayern; München, Bajor Választófejedelemség, 1739. március 30. – Bécs, Ausztria, 1767. május 28.), Wittelsbach-házból származó bajor hercegnő, II. József császár második hitveseként német-római császárné és német királyné 1765-től fekete himlő által bekövetkezett 1767-es haláláig.
A hercegnő volt Károly Albert bajor választófejedelem és Ausztriai Mária Amália legidősebb leánya, I. József német-római császár unokája. 1765 januárjában házasodott össze másod-unokatestvérével, József főherceggel, akit még azon év augusztusában német-római császárrá választottak apja halála után. Házasságuk boldogtalannak bizonyult: József első felesége, Parmai Izabella halála után nem akart újból megházasodni, azt végül csak anyja nyomására tette meg. Emellett férje nem vonzódott hozzá, a schönbrunni kastélyban messze elkerülte őt, nászukat feltehetően sosem hálták el.
A boldogtalan császárné 1767-ben, férje első feleségéhez hasonlóan elkapta a himlőt. Betegsége alatt hitvese helyett anyósa, Mária Terézia uralkodónő látogatta meg, aki el is kapta tőle a fertőzést, ám ő végül kigyógyult belőle. Mária Jozefa május 28-án, pár nap alatt, huszonnyolc éves korában belehalt a betegségbe. Nyughelye a bécsi császári kriptában található. József nem házasodott meg többé és gyermekei sem születtek.

## Élete

### Származása
Mária Jozefa Antónia hercegnő édesapja Károly Albert bajor választófejedelem (1697–1745) volt, a Wittelsbach-ház tagja, 1742–től haláláig VII. Károly néven a német-római császári méltóságot viselte.
Édesanyja Habsburg Mária Amália főhercegnő (1701–1756) volt, I. József német-római császár, magyar és cseh király leánya. Hét gyermekük közül Mária Jozefa volt a legfiatalabb:
- Maximiliána Maria hercegnő (*/† 1723) születésekor meghalt.
- Mária Antónia Walpurga hercegnő (1724–1780), aki 1747-ben Frigyes Krisztián szász választófejedelemhez ment feleségül.
- Terézia Benedetta Mária hercegnő (1725–1743)
- Miksa József herceg (1727–1777), aki 1747-ben Mária Anna Zsófia szász hercegnőt (1728–1797) vette feleségül.
- József Lajos Leó herceg (1728–1733), kisgyermekkorban meghalt.
- Mária Anna Jozefa hercegnő (1734–1776) , aki 1755-ben Lajos György Simpert badeni őrgrófhoz (1702–1761), a törökverő Badeni Lajos őrgróf fiához ment feleségül.
- Mária Jozefa Antónia hercegnő (1739–1767), német-római császárné.

### Házassága
1765. január 23-án, 26 éves korában Mária Jozefa hercegnő a schönbrunni kastélyban feleségül ment József osztrák főherceghez, római királyhoz (1741–1790), Lotaringiai Ferenc német-római császár és Mária Terézia osztrák uralkodó főhercegnő, magyar és cseh királynő legidősebb fiához, a császári trón örököséhez.
A házasság előzményei: Az 1763-ban megözvegyült József főherceg első felesége a Bourbon-házból való Izabella parmai hercegnő (1741–1763) volt, aki azonban férje mellett annak húgához, Habsburg–Lotaringiai Mária Krisztina főhercegnőhöz (1742–1798) is vonzódott, ami az udvarban nagy megütközést keltett. Második gyermeke születésekor Izabella főhercegné meghalt, kis gyermekei is utánahaltak. József, aki minden probléma ellenére nagyon szerette első feleségét, és annak korai halála után nem akart újra házasodni. Anyja, Mária Terézia azonban megkövetelte, hogy trónörökösként gondoskodjék a trónutódlásról.
József még megpróbálkozott, hogy feleségül kérje elhunyt első feleségének húgát, Mária Lujza Bourbon–parmai hercegnőt (1751–1819), de őt már elígérték Károly asztúriai hercegnek, a spanyol trónörökösnek, a későbbi IV. Károly spanyol királynak. (1765. szeptember 4-én valóban össze is házasodtak, ő lett az a nagyhatalmú, intrikus Mária Lujza spanyol királyné, aki Goya híres festményeiről tekint ránk).
A császárné nyomásának engedve József végül beleegyezett, hogy eljegyezzék őt a bajor hercegnővel, akihez egyáltalán nem vonzódott. Egy levelében így írta le jövendőbelijét: „alacsony, kövér, és csúnyák a fogai”.
Ilyen előzmények után került sor Mária Jozefa és József főherceg esküvőjére. Tipikus dinasztikus érdekházasság volt, Mária Jozefa hercegnő két évvel idősebb volt férjénél. A házasságot valószínűleg sohasem hálták el. A schönbrunni kastélyban József messzire elkerülte közös hálószobájukat, sőt a szobáikat összekötő erkélyt is kettéválasztatta, nehogy találkoznia kelljen feleségével. József azonban egy másik írásában elismerte, hogy Mária Jozefa „kifogástalan jellemű hölgy, aki őszintén szereti férjét, és ő (József) szenved attól, hogy nem tudja viszontszeretni második feleségét”.
A házasságkötés után néhány hónappal (1765 augusztusában) Mária Jozefa apósa, Lotaringiai Ferenc császár elhunyt. József főherceget II. József néven német-római császárrá választották, ugyanekkor a megözvegyült Mária Terézia saját társuralkodójává emelte fiát. A főhercegnéből Mária Jozefa császárné lett, de férje elutasító viselkedése ezután sem változott.
1767-ben, házasságának harmadik évében a magányos Mária Jozefa császárné, akárcsak elődje, a pármai Izabella, megkapta a himlőt, néhány nap alatt bele is halt. Betegsége alatt férje, II. József császár feléje sem nézett. Betegágyánál anyósa, Mária Terézia látogatta, el is kapta tőle fertőzést, de az ő robusztus szervezete megbirkózott vele, és felgyógyult. Mária Jozefa császárnét a Habsburg-család temetkezőhelyén, a bécsi kapucinusok templomának kriptájában temették el. József császár nem is vett részt felesége temetésén.

### Utóélete
Az elhunyt császárné, akit férje sohasem szeretett, még egyszer lényeges szerepet kapott özvegy férje, II. József császár számára. József már régóta próbálta megszerezni Bajorországot a Habsburg Birodalom számára, cserébe az Osztrák-Németalföldért. Az idős III. Miksa József bajor választófejedelem kijelölt örökösével, Károly Tivadar pfalzi választófejedelemmel tárgyalt a birtokcseréről. Amikor Miksa József 1777-ben meghalt, a tárgyalások még nem zárultak le, de II. József 1778 januárjában elrendelte csapatainak bevonulását Münchenbe. Jogigényét a Mária Jozefa bajor hercegnővel kötött házasságára alapozta. Arra hivatkozott, hogy felesége öröksége őt illeti. A bajor kormányzat azonban Poroszország segítségét kérte, kitört a bajor örökösödési háború (1778–79), amely semmilyen lényeges eredményt nem hozott a Birodalomnak. Bajorország független maradt, Ausztria csak az Inn-négyszöget (Innviertel) szerezte meg.
II. József császár többé nem nősült meg. Nagyritkán a palota személyzetéből választott alkalmi partnert (feljegyezték például hogy a schönbrunni kastély egyik kertészének leányával létesített viszonyt), emellett bordélyházakba járt (bár őt ott közismert fukarsága nemigen kedvelték).

## Külső hivatkozások
- Mária Jozefa Antónia bajor hercegnő életrajzi adatai.